# 由良川停車區
南丹停车区（平假名：なんたんパーキングエリア）是位於京都府舞鶴市的京都縱貫自動車道之休息區，由西日本高速公路管理。

## 連接道路
- 京都縱貫自動車道

## 历史
- 1998年3月8日 - 京都縱貫自動車道綾部JCT至舞鶴大江IC之間開通，此休息站也同時啟用。

## 休息區設施
- 上下行線共用
  - 廁所
  - 自動售賣機
  - 3月至11月的星期六、日和假日的8:30-13:30期間設有直賣所，售賣當地農產品和加工品（如便當）。[1][2]
- 上行線（福知山、龜岡、京都方向）
  - 停車場
    - 大型車：20台
    - 小型車：6台
    - 傷殘人士專用：1台
- 下行線（丹後方向）
  -     - 大型車：20台
    - 小型車：6台
    - 傷殘人士專用：1台

## 鄰近設施
京都縱貫自動車道
綾部安國寺IC - (6)綾部JCT - 由良川停车区 - 舞鶴大江IC

## 相關項目
- 日本服務區與休息區一覽

## 外部連結
- 西日本高速道路 （页面存档备份，存于）（日語）